# Liste der Kulturdenkmäler in Koblenz-Südliche Vorstadt
In der Liste der Kulturdenkmäler in Koblenz-Südliche Vorstadt sind alle Kulturdenkmäler im Stadtteil  Koblenz-Südliche Vorstadt (mit den statistischen Stadtteilen Mitte und Süd) der rheinland-pfälzischen Stadt Koblenz aufgeführt. Grundlage ist die Denkmalliste des Landes Rheinland-Pfalz (Stand: 28. Juni 2023).
Die Kulturdenkmäler sind Teil des seit 2002 bestehenden UNESCO-Welterbes Oberes Mittelrheintal.

## Denkmalzonen
| Bezeichnung                                  | Lage | Baujahr       | Beschreibung | Bild                           |
| -------------------------------------------- | --- | ------------- | --- | ------------------------------ |
| Denkmalzone Kaiserin-Augusta-Anlagen         | Kaiserin-Augusta-Anlagen Lage | 1851–61       | Rheinanlagen im Stil eines englischen Landschaftsparks, Entwurf Peter Joseph Lenné, 1851–61, unter Mitwirkung von Hermann Fürst Pückler-Muskau, ab 1856 Garteninspektor Weihl, Neuwied-Engers; im Norden auf der Ostseite des Schlosses beginnend, im Süden in Höhe des Schwanenteichs endend, im Westen begrenzt durch die preußische Stadtmauer; südlich der Rheinbrücke Rheinkasemattencorps (Rheinanschlusskaserne), klassizistischer Putzbau, 1827, sogenannte Königshalle Terrakottareliefs und Prunkbänken; darüber zwei 1932/34 auf Fahrbahnniveau abgebrochene Brückenpfeiler der Pfaffendorfer Brücke (1862–64); Gedenksäule zur Erbauung der Rheinbrücke, eingeweiht 1864, eingestürzt und neu errichtet 1876; sogenannte Hochwasser-Gedenksäule, 1882/86, Gedenkstein 14. Juli 1870, Basaltlava; Denkmal für Josef Peter Lenné, Abguss nach Original von Christian Daniel Rauch, 1895; Denkmal für Max von Schenkendorf (Neuguss); Luisen- oder Salvetempel, spätklassizistischer offener Pavillon, um 1862, Sayner Hütte; gründerzeitliches Denkmal für Kaiserin Augusta, bezeichnet 1895/96, architektonischer Aufbau von Bruno Schmitz, antikisierende Porträtfigur der Kaiserin von Karl Friedrich Moest; neuromanisch/neugotischer St.-Georg-Bildstock (hinter Mainzer Straße 93), Sandstein, vor 1862, Entwurf Hermann Nebel; Joseph-Görres-Denkmal, 1928 von Richard Langer, Düsseldorf | weitere Bilder Fotos hochladen |
| Denkmalzone Löhrstraße                       | Löhrstraße 93–99 (ungerade Nummern) Lage | 1900–29       | Reihe von viergeschossigen Wohn- und Geschäftsbauten; zwischen Jahrhundertwende und 1920er Jahren | Fotos hochladen                |
| Denkmalzone Mainzer Straße 108/110           | Mainzer Straße 108/110 Lage | um 1910       | mehrflügelige herrschaftliche Villa mit Walmdächern, Wintergarten in Eisen-Glas-Konstruktion, um 1910 | Fotos hochladen                |
| Denkmalzone Schützenstraße                   | Schützenstraße 10–22 (gerade Nummern) Lage | 1897 bis 1906 | Zeile von viergeschossigen historistischen Wohn- und Geschäftshäusern (Nr. 18 dreigeschossig) auf der Westseite der Schützenstraße, 1897 bis 1906 | weitere Bilder Fotos hochladen |
| Denkmalzone Stadterweiterung St.-Josef-Platz | St.-Josef-Platz 2–14 (gerade Nummern), 1–11 (ungerade Nummern), St.-Josef-Straße 14–26 (gerade Nummern), 17–25 (ungerade Nummern), Südallee 75, Hohenzollernstr. 87a–105a (ungerade Nummern), Schenkendorfstraße 10–22 (gerade Nummern), 11–27 (ungerade Nummern) Lage | ab 1890       | Teil der Stadterweiterung, von der Stadt Koblenz 1889 bei Stadtplaner Joseph Stübben in Auftrag gegeben, kurz darauf von der Stadtplanung überarbeitet; geschlossene historistische Blockrandbebauung von Wohn- und Geschäftshäusern, in der Schenkendorfstraße mit Vorgartenzone, St.-Josef-Platz, St.-Josef-Straße und Hohenzollernstraße ca. 1890–1910, Südallee ab 1920 | Fotos hochladen                |
| Denkmalzone Südallee                         | Südallee 16, 18, 20, 22 Lage | 1924–1925     | einheitlich konzipierte, individuell gestaltete Häuserreihe, Putzbauten über durchlaufendem Bruchsteinsockel, 1924/25, Architekten Stähler & Horn | weitere Bilder Fotos hochladen |

## Einzeldenkmäler
| Bezeichnung                                        | Lage | Baujahr                   | Beschreibung | Bild                           |
| -------------------------------------------------- | --- | ------------------------- | --- | ------------------------------ |
| Wohnhaus                                           | Adamsstraße 2/4 Lage | 1903                      | palaisartiges neuklassizistisches Doppelhaus, 1903, Architekt Josef Thillmann | Fotos hochladen                |
| Wohnhaus                                           | Adamsstraße 5 Lage | 1894                      | ehemaliges Wirtschaftsgebäude für die Rheinanlagen; anspruchsvoller zweieinhalbgeschossiger Bau auf unregelmäßigem Grundriss, teilweise Fachwerk, 1894, Architekt Friedrich Wilhelm Maeckler | Fotos hochladen                |
| Villa                                              | Adamsstraße 9 Lage | 1896/97                   | späthistoristische Villa auf unregelmäßigem Grundriss, 1896/97, Architekt Hertneck & Leisel, Elberfeld; mit Ausstattung | Fotos hochladen                |
| Wohnhaus                                           | Adamsstraße 10, Lennéstraße 7 Lage | 1895/96                   | freistehendes Doppelhaus; anspruchsvoller gründerzeitlicher Mansardwalmdachbau, 1895/96, Architekt Carl Becker | Fotos hochladen                |
| Bundesanstalt für Gewässerkunde                    | Am Mainzer Tor 1, Julius-Wegeler-Straße 10, 12, Rizzastraße 1, 3 Lage | 1950–53                   | fünfgeschossige, flachgedeckte Kopfbauten (Julius-Wegeler-Straße 12 und Am Mainzer Tor 1) sowie viergeschossige Flügelbauten mit Walmdächern, 1950–1953, Entwurf Sonderbauamt Koblenz für die französische Militärverwaltung; bauliche Gesamtanlage | weitere Bilder Fotos hochladen |
| Hauptbahnhof                                       | Bahnhofplatz 2 Lage | 1899–1902                 | repräsentatives Empfangsgebäude: dreiteiliger neubarocker Quaderbau mit Mansardwalmdächern, 1899–1902, Architekt Regierungsbaumeister Karl Biecker u. a., nach teilweiser Kriegszerstörung vereinfacht wiederaufgebaut | weitere Bilder Fotos hochladen |
| Hotel Höhmann                                      | Bahnhofplatz 5 Lage | 1911/12                   | fünfgeschossiger langgestreckter Tuffquaderbau; Kolossalpilaster, 1911/12, Architekt Wilhelm Kissel, Innenumbau 1924 durch Kissel | Fotos hochladen                |
| Verwaltungsgebäude                                 | Bahnhofplatz 7/8/9 Lage | 1954–1955                 | repräsentativer Verwaltungsbau, achtgeschossiger Kernbau mit überstehendem Flachdach, vorgeblendet durchfensterte Fassade, 1954/55, Architekt Jakob Waldmann, Ludwigshafen | Fotos hochladen                |
| Torbogen und Löwenskulpturen                       | Bahnhofstraße, vor Nr. 9 Lage | 1903–05                   | skulpturengerahmter Torbogen des Kreishauses des Landkreises Mayen-Koblenz, 1903–05; zwei Löwenskulpturen, 1912/13, Bildhauer Os Raber | Fotos hochladen                |
| Sandsteinreliefs                                   | Bahnhofstraße, zu Nr. 11 Lage | 1912                      | drei Sandsteinreliefs von der alten Hauptstelle der Sparkasse Koblenz, 1912 (durch die Sparkasse eingelagert, jedoch nicht öffentlich zugänglich) | BW                             |
| Wandreklame                                        | Bahnhofstraße, an Nr. 21 Lage | 1920er Jahre              | monumentale Wandreklame „LUX-Seifenflocken“, 1920er Jahre; kultur- und sozialgeschichtliche Bedeutung | Fotos hochladen                |
| Büro- und Wohnhaus                                 | Bahnhofstraße 37 Lage | um 1936                   | viergeschossiges Eckgeschäfts-, Büro- und Wohnhaus; tuffplattenverkleideter kubischer Walmdachbau, Neue Sachlichkeit, um 1936, Architekt Karl Ackermann | Fotos hochladen                |
| Technisches Rathaus                                | Bahnhofstraße 47, 54, 54a, 56 Lage | 1927/28                   | ehemaliges Wohn- und Geschäftshaus (heute Technisches Rathaus); neungeschossige klinkerverkleidete Eisenbetonrahmenkonstruktion, 1927/28, Architekt Adolf Abel, Köln, und Karl Böhringer, Stuttgart | Fotos hochladen                |
| Villa                                              | Bismarckstraße 6 Lage | 1895/96                   | repräsentative neuklassizistische Villa, 1895/96, Architekt Heinrich Sprung (Aufstockung nach 1945) | Fotos hochladen                |
| Wohnhaus                                           | Bismarckstraße 8/10 Lage | 1906–08                   | großvolumiges Doppelhaus; hausteingegliederter Putzbau mit Satteldach bzw. Mansarddächern, 1906/08, Architekten Reich & Riffer | Fotos hochladen                |
| Villa                                              | Bismarckstraße 12 Lage | 1894                      | gründerzeitlicher Klinkerbau auf unregelmäßigem Grundriss, 1894, Architekt Joseph Meurer | Fotos hochladen                |
| Wohnhaus                                           | Bismarckstraße 21 Lage | um 1902                   | anspruchsvoller barockisierender Mansardwalmdachbau, um 1902 | Fotos hochladen                |
| Wohnhaus                                           | Bismarckstraße 23/23a Lage | ab 1908                   | zweieinhalbgeschossiges Doppelhaus; tuff- bzw. sandsteingegliederte Putzbauten mit hohen Mansard- bzw. Mansardwalmdächern, 1908ff., Architekt Carl Riffer, Koblenz | Fotos hochladen                |
| Wohnhaus                                           | Bismarckstraße 25/25a Lage | 1908/09                   | villenartiges Doppelhaus; zweieinhalbgeschossiger Mansardwalmdachbau, 1908/09, Architekt Carl Riffer, Koblenz | Fotos hochladen                |
| Wohnhaus                                           | Chlodwigstraße 3 Lage | 1903                      | dreigeschossiges Zeilenwohnhaus, teilweise gequadert, 1903, Architekt Max Galke | Fotos hochladen                |
| Wohnblock                                          | Emil-Schüller-Straße 1-9, 2-12, Hohenzollernstraße 12, Rizzastraße 39, Roonstraße 28, 30, 32 Lage | ab 1922                   | Blockbebauung für französische Besatzungstruppen, vier- bzw. fünfgeschossige tuffgegliederter Putzbauten, neubarocke Formen, 1922 ff., Architekt Regierungsbaumeister Edwin Gentz und Joseph Schlippe, Aufstockung 1948/49 | weitere Bilder Fotos hochladen |
| Wohn- und Geschäftshaus                            | Emil-Schüller-Straße 18, 20, 22 Lage | 1927                      | sechsgeschossiges Wohn- und Geschäftshaus mit langgestreckter Klinkerfassade und turmartigen Erkern, 1927, Architekt Ehrhardt Müller und Hermann Meyer | Fotos hochladen                |
| Wohnblock                                          | Emil-Schüller-Straße 35, 37, 39 Lage | 1927/28                   | einheitlicher Baukomplex, sechsgeschossige Klinkerbauten, 1927/28, Nr. 35 und 37 Architekt Hubert Neffgen, Nr. 39 Theodor Dötzel | Fotos hochladen                |
| Wartesälchen                                       | Friedrich-Ebert-Ring ohne Nummer Lage | 1950                      | „Verkaufspavillon für Tabakwaren“ mit darunterliegender öffentlicher Toilettenanlage, 1950, Architekt Otto Schönhagen, Koblenz; weitgehend durchfensterter halbrunde Stahlkonstruktion mit weit überkragendem Flachdach; bauzeitliche Ausstattung | Fotos hochladen                |
| Wohnhaus                                           | Friedrich-Ebert-Ring 25 Lage | 1911                      | vier-, ursprünglich dreigeschossiges Zeilenwohnhaus, Kolossalpilaster, 1911, Architekt Conrad Reich | Fotos hochladen                |
| Bunker                                             | Friedrich-Ebert-Ring, hinter Nr. 29 Lage | 1940–1941                 | Hochbunker, kubischer Stahlbetonbau, 1940/41 | Fotos hochladen                |
| Wohn- und Bürohaus                                 | Friedrich-Ebert-Ring 31 Lage | 1924/25                   | dreigeschossiges Wohn- und Bürohaus, teilweise tuffverblendet, reicher Erker, 1924/25, Architekten Stähler & Horn | Fotos hochladen                |
| Handwerkskammer                                    | Friedrich-Ebert-Ring 33 Lage | 1924/25                   | repräsentativer dreigeschossiger tuffquaderverblendeter Bau, monumentaler Erker mit Kolossalpilastern, 1924/25, Architekten Huch & Grefges; hofseitig Flügelbau mit Polygonerker; im Eingangsbereich neuklassizistisches Portal, 1910; stadtbildprägend | Fotos hochladen                |
| Evangelische Christuskirche                        | Hohenzollernstraße 2a Lage | 1901–04                   | asymmetrischer, sandstein- und tuffquaderverkleiderter neugotischer Ziegelbau, monumentaler Turm mit anliegender Vorhalle, bezeichnet 1904, Architekt Johannes Vollmer, Berlin, nach Kriegsbeschädigungen vereinfachter Wiederauf- und Umbau | weitere Bilder Fotos hochladen |
| Volksbank Koblenz Mittelrhein                      | Hohenzollernstraße 6, Rizzastraße 34 Lage | 1924–1925                 | repräsentatives tuffquaderverkleidetes Eckwohn- und Geschäftshaus, fünfgeschossiger Kubus mit viergeschossigen Flügeln, 1924/25, Architekten Huch & Grefges, Koblenz; stadtbildprägend | Fotos hochladen                |
| Bischöfliches Cusanus-Gymnasium                    | Hohenzollernstraße 13/15/17 Lage | ab 1904                   | ehemalige Ursulinenschule, langgestreckter dreigeschossiger Klinkerbau, neugotische Formen, 1904 ff., Architekt M. Keuthen, Aachen; Erweiterung tuffplattenverblendet bzw. verputzt, 1922/23, Architekten Huch & Grefges; Fassaden heute stahlblechverkleidet | weitere Bilder Fotos hochladen |
| Wohnblock                                          | Hohenzollernstraße 31-41 (ungerade Nummern) Lage | ab 1949                   | spiegelsymmetrischer Wohnkomplex mit fünfgeschossigem Mittelteil und viergeschossigen Seitenteilen im Stil der 1920er Jahre, 1949 ff., Entwurf Sonderbauamt Koblenz für die französische Militärverwaltung | Fotos hochladen                |
| Wohn- und Geschäftshaus                            | Hohenzollernstraße 51 Lage | ab 1899                   | spätgründerzeitliches Zeilenwohn- und Geschäftshaus, 1899 ff., Architekt Otto Nebel, über zweigeschossigen Gewölbekellern; dreigeschossiger neuklassizistischer Putzbau mit Attikageschoss; mit Ausstattung | Fotos hochladen                |
| Wohn- und Geschäftshaus                            | Hohenzollernstraße 56 Lage | 1901                      | viergeschossiges Zeilenwohn- und Geschäftshaus, Jugendstilformen, 1901, Architekten Gebrüder Fritze, Koblenz, Balkon mit Jugendstilgitter, 1907 | Fotos hochladen                |
| Wohnsiedlung Südallee/Johannes-Müller-Straße       | Hohenzollernstraße 59, Johannes-Müller-Straße 6–16 (gerade Nummern) und 9–11 (ungerade Nummern), Kurfürstenstraße 66, Ludwigstraße 11, 13, St.-Josef-Straße 20, Südallee 57–61 (ungerade Nummern), 58–68 (gerade Nummern), 69–75 (ungerade Nummern), 76 und 78 | ab 1920                   | Wohnsiedlung für französische Besatzung; drei- bis viergeschossige Wohnblöcke in klassizierenden Formen mit Portalvorbauten, Erkern und säulengestützten Veranden, 1920 ff., Architekten Stähler & Horn unter Mitarbeit von August Leu und Ehrhardt Müller; unter Einbeziehung des Nachkriegswiederaufbaus; zugehörig Vorgärten und Straßenraum; bauliche Gesamtanlage | Fotos hochladen                |
| Hohenzollernschule                                 | Hohenzollernstraße 67 Lage | 1895/96                   | dreigeschossiger sandsteingegliederter Ziegelbau mit Walmdach, 1895/96 und 1905/06, Architekt Friedrich Wilhelm Maeckler | Fotos hochladen                |
| Wohn- und Geschäftshaus                            | Hohenzollernstraße 78 Lage | 1911                      | großvolumiges Eckwohn- und Geschäftshaus, viereinhalbgeschossiger Mansarddachbau mit turmartig überhöhter Ecke, 1911, Architekten Heinrich Beyerle & Sohn | Fotos hochladen                |
| Wohnblock                                          | Hohenzollernstraße 79/81/83 Lage | ab 1921                   | viergeschossige tuffgegliederte Wohnanlage des Beamten-Wohnungs-Vereins, expressionistische Formen, 1921 ff., Architekten Stähler & Horn | Fotos hochladen                |
| Wohnhaus                                           | Hohenzollernstraße 87 Lage | 1898                      | viergeschossiges Zeilenwohnhaus mit Mansarddach, Jugendstilformen, 1898, Architekten Gebrüder Roedig, Koblenz | Fotos hochladen                |
| Wohn- und Geschäftshaus                            | Hohenzollernstraße 87a, St.-Josef-Straße 25 Lage | 1897/98                   | großvolumiges gründerzeitliches Eckwohn- und Geschäftshaus, viergeschossiger Mansarddachbau, 1897/98, Architekten Gebrüder Roedig | Fotos hochladen                |
| Wohn- und Geschäftshaus                            | Hohenzollernstraße 89 Lage | 1898                      | viergeschossiges Zeilenwohn- und Geschäftshaus, hausteingegliederter Backsteinbau, 1898, Architekten Gebrüder Friedhofen, Koblenz | Fotos hochladen                |
| Wohnhaus                                           | Hohenzollernstraße 94 Lage | 1898                      | viergeschossiges Zeilenwohnhaus, hausteingegliederter Backsteinbau, 1898, Architekt Jacob Dierdorf; mit Ausstattung | Fotos hochladen                |
| Wohn- und Geschäftshaus                            | Hohenzollernstraße 97/99 Lage | 1894                      | viergeschossiges Zeilenwohn- und Geschäftsdoppelhaus, gründerzeitlicher Ziegelbau, 1894, Architekt Jacob Dierdorf | Fotos hochladen                |
| Wohn- und Geschäftshaus                            | Hohenzollernstraße 101 Lage | 1903                      | viergeschossiges späthistoristisches Zeilenwohn- und Geschäftshaus, 1903, Architekt wohl Max Galke | Fotos hochladen                |
| Wohn- und Geschäftshaus                            | Hohenzollernstraße 102 Lage | 1901                      | großvolumiges Eckwohn- und Geschäftshaus, viergeschossiger hausteingegliederter Klinkerbau, 1901, Architekt Emmerich Beckermann | Fotos hochladen                |
| Gasthaus Burg Hohenzollern                         | Hohenzollernstraße 103 Lage | 1903                      | viergeschossiges späthistoristisches Zeilenwohn- und Geschäftshaus mit Dreieckserker, 1903, Architekt Max Galke | Fotos hochladen                |
| Wohnhaus                                           | Hohenzollernstraße 105 Lage | 1894                      | viergeschossiges Zeilenwohnhaus, geqaudert bzw. klinkerverblendet, 1894, Architekt A. Heins | Fotos hochladen                |
| Wohn- und Geschäftshaus                            | Hohenzollernstraße 114 Lage | 1903                      | viergeschossiges Zeilenwohn- und Geschäftshaus, Neurokokoformen mit Jugendstilanklängen, 1903, Architekt Oscar Kleffel | Fotos hochladen                |
| Wohnhaus                                           | Hohenzollernstraße 121 Lage | 1895                      | viergeschossiges Zeilenwohnhaus, anspruchsvolle sandsteingegliederte Ziegelfassade, 1895 | Fotos hochladen                |
| Wohn- und Geschäftshaus                            | Hohenzollernstraße 122 Lage | 1903/04                   | hakenförmiger Ziegelbau mit reichem Sichtfachwerk, 1903/04, Architekt Emmerich Beckermann | Fotos hochladen                |
| Wohnhaus                                           | Hohenzollernstraße 133 Lage | um 1873                   | Rayon-Wohnhaus; dreigeschossiger Fachwerkbau mit Ziegelausfachung, um 1873 | Fotos hochladen                |
| Wohn- und Geschäftshaus                            | Hohenzollernstraße 134a Lage | 1903                      | viergeschossiges spätgründerzeitliches Zeilenwohn- (und ehemaliges Geschäfts)haus, 1903, Architekt Max Galke | Fotos hochladen                |
| Wohnhaus                                           | Januarius-Zick-Straße 6/8 Lage | 1893/94                   | dreigeschossiges spätgründerzeitliches Doppelhaus, villenartiger Walmdachbau, 1893/94, Architekt Franz Braden, Koblenz, Aufstockung nach 1945 | Fotos hochladen                |
| Weindorf                                           | Julius-Wegeler-Straße 2 Lage | 1925                      | 1925 nach Planungen des Städtischen Bauamtes unter Rogg & Neumann; malerische Gruppe aus vier Fachwerkhäusern um sogenannten Marktplatz als Repräsentanten der verschiedenen westdeutschen Weinbaugebiete mit entsprechendem Fachwerk, Entwurf der einzelnen Bauten vom Architekturbüro Stähler & Horn                                                                 | weitere Bilder Fotos hochladen |
| Max-von-Schenkendorf-Denkmal                       | Kaiserin-Augusta-Anlagen Lage | 1861                      | Büste auf Postament, 1861 von Johann Hartung | weitere Bilder Fotos hochladen |
| Wohnhaus                                           | Kaiserin-Augusta-Anlagen 13/14 Lage | ab 1908                   | zweieinhalbgeschossiges Doppelhaus, tuff- bzw. sandsteingegliederte Putzbauten mit hohen Mansard- bzw. Mansardwalmdächern, 1908 ff., Architekt Carl Riffer, Koblenz | Fotos hochladen                |
| Wohnhaus                                           | Kurfürstenstraße 31d Lage | 1932                      | drei- bzw. viergeschossiges kubisches Eckwohnhaus, Bauhausnachfolge, 1932, Architekten Stähler & Horn | Fotos hochladen                |
| Wohnhaus                                           | Kurfürstenstraße 33 Lage | 1910/11                   | anspruchsvolles Wohnhaus mit Mansardwalmdach und drei geschweiften Zwerchgiebeln, 1910/11, Architekt Carl Riffer, Koblenz | Fotos hochladen                |
| Wohnhaus                                           | Kurfürstenstraße 35 Lage | 1912                      | anspruchsvolles Zeilenwohnhaus mit Mansarddach, klassizistische Motive, 1912, Architekten Huch & Grefges | Fotos hochladen                |
| Wohnhaus                                           | Kurfürstenstraße 37 Lage | 1912                      | anspruchsvolles Zeilenwohnhaus mit Mansarddach und aufwändigem Doppelportal, bezeichnet 1912, Architekt Oscar Kleffel | Fotos hochladen                |
| Hilda-Gymnasium                                    | Kurfürstenstraße 40/42 Lage | 1901/02                   | langgestreckter dreigeschossiger sandsteingegliederter Zeilenbau mit Walmdach, 1901/02, Architekt Carl Becker; im Inneren Bronze-Relief: Porträt des Direktors Karl Hessel, 1911 von Fritz Cauer, Düsseldorf | Fotos hochladen                |
| Wohnhaus                                           | Kurfürstenstraße 50 Lage | 1902                      | anspruchsvolles viergeschossiges Jugendstil-Zeilenwohnhaus, 1902, Architekten Gebrüder Fritze | Fotos hochladen                |
| Wohnhaus                                           | Kurfürstenstraße 58 Lage | 1895/96                   | dreigeschossiges Zeilenwohnhaus, Backstein-, Putz- und Fachwerk-Fassade, 1895/96, Architekt Otto Nebel, Koblenz | Fotos hochladen                |
| Wohnhaus                                           | Kurfürstenstraße 60 Lage | 1895/96                   | dreigeschossiges Zeilenwohnhaus, hausteingegliederter Backsteinbau, Neurenaissance, 1895/96, Architekt Otto Nebel, Koblenz | Fotos hochladen                |
| Wohnhaus                                           | Kurfürstenstraße 77a/77b Lage | 1900/01                   | viergeschossiges Zeilen-Doppelhaus, Backsteinbau, teilweise Zierfachwerk, 1900/01, Architekt Josef Meurer | Fotos hochladen                |
| Wohnhaus                                           | Kurfürstenstraße 82 Lage | 1901/02                   | großbürgerliches viergeschossiges Zeilenwohnhaus mit reicher Schaufassade mit Jugendstildekor, 1901/02, Architekt Otto Nebel; mit Ausstattung | Fotos hochladen                |
| Säule                                              | Kurfürstenstraße, bei Nr. 85 Lage | 1914                      | kugelbekrönte Sandsteinsäule korinthischer Ordnung, 1914 | Fotos hochladen                |
| Wohnhäuser                                         | Kurfürstenstraße 96/98 Lage | 1903                      | anspruchsvolle viergeschossige neubarocke Zeilenwohnhäuser, 1903, Architekten Kissel & Riebe | Fotos hochladen                |
| Wohnhaus                                           | Kurfürstenstraße 104 Lage | um 1904                   | viergeschossiges Zeilenwohnhaus mit Mansarddach, Stuckdekor, um 1904, Architekten Gebrüder Roedig, Koblenz | Fotos hochladen                |
| Katholische Dreifaltigkeitskapelle                 | Laubach, neben Nr. 54 Lage | 1847–1848                 | Bruchsteinsaal mit offenem Dachreiter, Lassaulx-Nachfolge, 1847 ff., Architekt Hofmaurermeister Adam Dienz | weitere Bilder Fotos hochladen |
| Wohn- und Geschäftshaus                            | Löhrstraße 90 Lage | 1902/03                   | viergeschossiges Zeilenwohn- und Geschäftshaus, neugotische Formen, 1902/03, Architekt Nicolaus Eiden | Fotos hochladen                |
| Wohn- und Geschäftshaus                            | Löhrstraße 109 Lage | 1911/12                   | viereinhalbgeschossiges tuffverkleidetes Zeilenwohn- und Geschäftshaus, 1911/12, Architekt Carl Becker | Fotos hochladen                |
| Büro- und Lagerhaus                                | Löhrstraße 127 Lage | 1922                      | fünf-, ursprünglich viergeschossiges Büro- und Lagerhaus, tuffgegliederter Putzbau, 1922, Architekten Huch & Grefges, Aufstockung nach 1945 | Fotos hochladen                |
| Pestkreuz                                          | Löhrstraße, Ecke Rizzastraße Lage | 1669                      | reliefiertes barockes Flurkreuz, Sandstein, bezeichnet 1669 | weitere Bilder Fotos hochladen |
| Wohnblock                                          | Ludwigstraße 19, 21, 23, Hohenzollernstraße 77, Südallee 74 Lage | ab 1919                   | Wohnanlage des Beamten-Wohnungs-Vereins, durch Mauern verbundene dreigeschossige großvolumige Walmdachbauten, 1919 ff., Architekten Stähler & Horn | weitere Bilder Fotos hochladen |
| Wohn- und Bürohaus                                 | Mainzer Straße 19 Lage | 1903                      | repräsentatives Jugendstil-Zeilenwohn- und Bürohaus, viergeschossiger Mansarddachbau mit fünfgeschossigem Turmrisalit, 1903, Architekten Conrad Reich und Carl Riffer | Fotos hochladen                |
| Wohnhaus                                           | Mainzer Straße 28 Lage | 1891                      | dreigeschossiges Zeilenwohnhaus, herrschaftlicher neubarocker Mansarddachbau, 1891, Architekt Otto Nebel; Hinterhaus, 1893, Architekt Carl Becker | Fotos hochladen                |
| Villa                                              | Mainzer Straße 32 Lage | um 1894                   | gründerzeitliche Villa, aufwändig gegliederter Geblklinkerbau mit reicher Dachlandschaft, um 1894 | Fotos hochladen                |
| Balkone                                            | Mainzer Straße, an Nr. 44/46 Lage | 1893/94                   | Balkone mit Atlantenfiguren des spätgründerzeitlichen Eckwohnhauses, 1893/94 | Fotos hochladen                |
| Wohnhaus                                           | Mainzer Straße 45a Lage | 1897/98                   | Wohnhaus auf unregelmäßigem Grundriss, teilweise Fachwerk, neugotische Formen, bezeichnet 1897/98, Architekt Rudolph Farchland, Koblenz; im Garten Atelierbau mit Treppenturm, neuromanische Motive | Fotos hochladen                |
| Villa                                              | Mainzer Straße 49 Lage | 1893/94                   | Villa auf unregelmäßigem Grundriss, anspruchsvoller Klinkerbau, 1893/94, Architekt Carl Becker | Fotos hochladen                |
| Villa                                              | Mainzer Straße 61 Lage | 1912/13                   | anspruchsvolle Villa auf unregelmäßigem Grundriss, tuffgegliederter Klinkerbau mit Walmdach, 1912/13, Architekt Ehrhardt Müller; mit Ausstattung | Fotos hochladen                |
| Villa                                              | Mainzer Straße 69 Lage | 1914                      | anspruchsvolle Villa, neubarock/neuklassizistischer Mansardwalmdachbau, 1914, Architekt Carl Riffer, Umbau 1931 | Fotos hochladen                |
| Villa                                              | Mainzer Straße 73/73a Lage | 1913                      | repräsentative Doppelvilla, dreigeschossiger tuffgegliederter Walmdachbau, 1913, Architekten Huch & Grefges, Koblenz | Fotos hochladen                |
| Wohnhaus                                           | Mainzer Straße 78/80 Lage | um 1883                   | Rayon-Doppelhaus, zweieinhalbgeschossiger Fachwerkbau, um 1883, rückwärtig uneinheitlich hohe Anbauten | Fotos hochladen                |
| Villa Wiesmann                                     | Mainzer Straße 81 Lage | 1900/01                   | großbürgerliche Villa in original umzäuntem Garten, Sandsteinquaderbau mit Mansardwalmdach, jugendstilig variierte Louis-Seize-Formen, 1900/01, Architekt H. Plange, Elberfeld; mit Ausstattung | Fotos hochladen                |
| Villa                                              | Mainzer Straße 84 Lage | 1892                      | zweieinhalbgeschossige Villa auf unregelmäßigem Grundriss, Fachwerkkniestock, Neurenaissancemotive, 1892 | Fotos hochladen                |
| Villa                                              | Mainzer Straße 85 Lage | 1897/98                   | zweieinhalbgeschossige Villa, Backsteinbau, teilweise (Zier-)Fachwerk, 1897/98, Architekt Heinrich Beyerle, Koblenz | Fotos hochladen                |
| Wohnhaus                                           | Mainzer Straße 88 Lage | 1895                      | dreigeschossiges gründerzeitliches Wohnhaus mit Mansarddach, 1895, Architekt Oscar Kleffel | Fotos hochladen                |
| Wohnhaus                                           | Mainzer Straße 98 Lage | um 1889                   | Rayonhaus, dreigeschossiger villenartiger Fachwerkbau, um 1889 | Fotos hochladen                |
| Wohnhaus                                           | Mainzer Straße 107a Lage | 1903/04                   | Jugendstil-Wohnhaus, sandsteingegliederter Putzbau mit Mansarddach, 1903/04, Architekt Peter Polcher | Fotos hochladen                |
| Wohnhaus                                           | Mainzer Straße 128/130 Lage | um 1889                   | Rayon-Doppelhaus, villenartiger dreieinhalbgeschossiger Fachwerkbau mit Ziegelausfachung, um 1889, Architekt Julius Peters, Koblenz | Fotos hochladen                |
| Meilenstein                                        | Mainzer Straße, Ecke Hohenzollernstraße Lage | um 1820                   | Preußischer Ganzmeilenstein, Basaltobelisk über umlaufender Sitzbank, um 1820 | Fotos hochladen                |
| Wohnhaus                                           | Markenbildchenweg 1 Lage | 1895/96                   | viergeschossiges Zeilenwohnhaus, gründerzeitlicher hausteingegliederter Backsteinbau, 1895/96, Architekt Peter J. D. Schottler, Koblenz | Fotos hochladen                |
| Wohn- und Geschäftshaus                            | Markenbildchenweg 8 Lage | 1900/01                   | viergeschossiges späthistoristisches Eckwohn- und Geschäftshaus, 1900/01, Architekten Gebrüder Friedhofen, Koblenz; stadtbildprägend | Fotos hochladen                |
| Wohnhaus                                           | Markenbildchenweg 11 Lage | 1894/95                   | repräsentatives dreigeschossiges Zeilenwohnhaus, Mansarddachbau mit reich dekorierter Fassade, 1894/95, Architekt Friedrich Sprung, Koblenz | weitere Bilder Fotos hochladen |
| Wohnhaus                                           | Markenbildchenweg 13 Lage | 1895                      | dreigeschossiges Zeilenwohnhaus mit reicher neugotischer Fassade, bezeichnet 1895, Architekt Otto Nebel, Wintergartenanbau 1910, Architekt Otto Nebel | weitere Bilder Fotos hochladen |
| Wohnhaus                                           | Markenbildchenweg 15 Lage | 1894/95                   | qualitätvolles viergeschossiges Zeilenwohnhaus, sandsteingegliederter Klinkerbau, Neurenaissance, 1894/95, rückwärtig bauzeitliche Anbauten, Architekt Otto Nebel, Koblenz; mit Ausstattung | Fotos hochladen                |
| Wohnhaus                                           | Markenbildchenweg 16 Lage | 1895                      | viergeschossiges Zeilenwohnhaus, gründerzeitlicher Klinkerbau, 1895, Architekt Oskar Kleffel | Fotos hochladen                |
| Wohn- und Geschäftshaus                            | Markenbildchenweg 18 Lage | 1895/96                   | anspruchsvolles viergeschossiges Zeilenwohn- und Geschäftshaus, sandsteingegliederter Klinkerbau, 1895/96, Architekt Otto Nebel | Fotos hochladen                |
| Wohnhaus                                           | Markenbildchenweg 20, Südallee 55a Lage | 1900                      | viergeschossiges Eckwohnhaus, sandsteingegliederter Putzbau, 1900, Architekt Oscar Kleffel | Fotos hochladen                |
| Wohnhaus                                           | Markenbildchenweg 33 Lage | 1899                      | viergeschossiges spätgründerzeitliches Eckwohnhaus mit reich dekorierter Fassade, 1899, Architekten Gebrüder Jacob und Johann Fritze, Koblenz; straßen- und platzbildprägend | Fotos hochladen                |
| Wohnhaus                                           | Markenbildchenweg 34 Lage | ab 1907                   | viergeschossiges Wohnhaus mit gekurvter, teilweise tuffverkleideter Fassade, 1907 ff., Architekt Wilhelm Albrecht Schmidt | Fotos hochladen                |
| Wohnhaus                                           | Markenbildchenweg 35 Lage | 1922                      | viergeschossiges Wohnhaus mit gekurvter, tuffverkleideter Fassade, expressionistische Reliefs, 1922, Coblenzer Architekten BDA (Müller, Leu, Stähler & Horn) | Fotos hochladen                |
| Eisenbahnbrücke                                    | Rizzastraße, am westlichen Ende Lage | 1912                      | Eisenbahnbrücke; Eisenfachwerkkonstruktion, Fußstege mit Jugendstilgeländer, 1912 | Fotos hochladen                |
| Wohnhaus                                           | Rizzastraße 7 Lage | 1911                      | viergeschossiges Zeilenwohnhaus mit Mansarddach, 1911, Architekt Fritz Thalwitzer, Koblenz | Fotos hochladen                |
| Verwaltungsbau                                     | Rizzastraße 9/11 Lage | 1927/28                   | Verwaltungsbau der Allgemeinen Ortskrankenkasse Koblenz; monumentaler, mit Tuffstein verkleideter Bau, 1927/28 nach Entwurf der Kölner Architekten Carl Moritz und Albert Betten | Fotos hochladen                |
| Portal                                             | Rizzastraße, an Nr. 45 Lage | 1904                      | Eingang des Wohnhauses, neuromanische und Jugendstil-Motive, 1904, Architekt Ludwig Schweitzer | Fotos hochladen                |
| Wohnhaus                                           | Römerstraße 86 Lage | 1902                      | dreigeschossiges Wohnhaus, stuckgegliederte Backsteinfassade (heute verputzt), 1902, Architekt Friedrich Wolf | Fotos hochladen                |
| Wohnhaus                                           | Römerstraße 128 Lage | 1902                      | dreigeschossiges Zeilenwohnhaus mit aufwändig dekorierter Ziegel-, Basalt und Rauputzfassade, 1902, Architekt Jacob Dierdorf | Fotos hochladen                |
| Wohnhaus                                           | Römerstraße 136 Lage | 1904                      | zeittypisches dreigeschossiges Zeilenwohnhaus, 1904, Architekt Sebastian Quirbach | Fotos hochladen                |
| Wohnhaus                                           | Römerstraße 138 Lage | 1906/07                   | dreigeschossiges Jugendstil-Zeilenwohnhaus, 1906/07, Architekt Oscar Kleffel | Fotos hochladen                |
| Wohnhaus                                           | Römerstraße 140 Lage | 1926                      | schmales viergeschossiges Zeilenwohnhaus mit Mansarddach, 1926, Architekten Freitag & Ufer | Fotos hochladen                |
| Wohnhaus                                           | Römerstraße 140a Lage | 1929                      | viergeschossiges Zeilenwohnhaus, 1929 | Fotos hochladen                |
| Weinberghäuschen                                   | Römerstraße, gegenüber der Einmündung der Mainzer Straße Lage | Ende des 19. Jahrhunderts | Weinberghäuschen, Kunstruine, Bruchsteinbau, Ende des 19. Jahrhunderts | Fotos hochladen                |
| Westdeutsche Genossenschafts-Zentralbank           | Roonstraße 7 Lage | 1953                      | viergeschossiger tuffplattenverkleideter Rasterbau auf hakenförmigem Grundriss, 1953, Architekt Hans Schönhagen; an der Straßenecke monumentale Muschelkalkfigur, 1955 von Edith Peres-Lethmate; innen vor der Schalterhalle Bronzefigur, 1955 von W. Bernd | Fotos hochladen                |
| Raiffeisenhaus                                     | Roonstraße 13 Lage | 1912                      | viergeschossiger tuffplattenverkleideter Eckbau, 1912, Architekt A. Nolte, nach Kriegsschäden 1948 stark vereinfacht und vergrößert wieder aufgebaut (Planung Hans Schönhagen); an der Straßenecke überlebensgroße Basaltfigur, um 1930 von Woger, Mayen | Fotos hochladen                |
| Wohnhaus                                           | Roonstraße 18/20/22 Lage | 1914/15                   | breitgelagerter herrschaftlicher Mansarddachbau, Nr. 20 Wohn- und Geschäftshaus, 1914/15, Architekt August Leu, Erweiterungen bezeichnet 1920 (Nr. 18) und 1938, Architekt Carl Rudolph | Fotos hochladen                |
| Wohnblock                                          | Roonstraße 19, 23, 25, 27, 29 Lage | 1923–1924                 | Wohnanlage für französische Offiziersfamilien, tuffgegliederte Putzbauten, 1923/24, Architekt Ludwig Stähler und August Leu; Nr. 29 viergeschossiger Kubus mit betonter Ecke, die übrigen zweigeschossig | Fotos hochladen                |
| Wohnblock                                          | Roonstraße 38-44 (gerade Nummern), Bahnhofstraße 34, Löhrstraße 121 Lage | 1920–1921                 | ausgedehnte Wohnanlage, fünfgeschossige tuffgegliederte Putzbauten mit viergeschossigen halbrunden Erkern, 1920/21, Architekt Ferdinand Passmann; straßenbildprägend | Fotos hochladen                |
| Wohn- und Geschäftshaus                            | Roonstraße 49a, Bahnhofstraße 38 Lage | um 1909                   | viergeschossiges tuffverkleidetes Eckwohn-, Büro- und Geschäftshaus, um 1909, Architekten Conrad Reich und Carl Riffer; straßenbildprägend | Fotos hochladen                |
| Wohnhaus                                           | Sachsenstraße 1 Lage | 1912                      | Zeilenwohnhaus mit Mansarddach, 1912, Architekten Heinrich Beyerle & Sohn | Fotos hochladen                |
| Wohnhaus                                           | Sachsenstraße 3 Lage | 1926/27                   | zweieinhalbgeschossiges zeittypisches Mehrfamilienhaus, 1926/27, Architekten Huch & Grefges | Fotos hochladen                |
| Wohnhaus                                           | Sachsenstraße 5/7 Lage | 1926/27                   | zweieinhalbgeschossiges zeittypisches Mehrfamilienhaus, 1926/27, Architekten Huch & Grefges | Fotos hochladen                |
| Wohnhaus                                           | Sachsenstraße 9 Lage | 1926/27                   | zweieinhalbgeschossiges zeittypisches Einfamilienhaus, 1926/27, Architekten Huch & Grefges | Fotos hochladen                |
| Wohnhaus                                           | Sachsenstraße 8 Lage | 1921                      | zeittypisches Zeilenwohnhaus, 1921, Architekten Stähler & Horn | Fotos hochladen                |
| Wohnhaus                                           | Sachsenstraße 10 Lage | 1927                      | anspruchsvolleres Zeilenwohnhaus, 1927, Architekten Stähler & Horn | Fotos hochladen                |
| Wohnhaus                                           | Sachsenstraße 11 Lage | 1926                      | tuffgegliedertes Zeilenwohnhaus, 1926, Architekt Joseph Kloke, Bildhauerschmuck von Andreas Kröner | Fotos hochladen                |
| Wohnhaus                                           | Sachsenstraße 12 Lage | 1928                      | anspruchsvolles zeittypisches Zeilenwohnhaus, 1928, Architekt Fritz Gilardone | Fotos hochladen                |
| Wohnhaus                                           | Sachsenstraße 14a Lage | 1926                      | dreigeschossiges zeittypisches Zeilenwohnhaus, 1926, Architekten Bennewitz & Gilardone | Fotos hochladen                |
| Wohnhaus                                           | Sachsenstraße 15 Lage | 1923                      | Zeilenwohnhaus über Bruchstein-Souterrain, expressionistische Motive, 1923, Architekten Stähler & Horn | Fotos hochladen                |
| Wohnhaus                                           | Sachsenstraße 16, Frankenstraße 27 Lage | 1913                      | großvolumiges Wohnhaus, viergeschossiger Mansardwalmdachbau mit dreigeschossigem Eckerker, 1913, Architekt August Leu | Fotos hochladen                |
| Wohnhaus                                           | Schenkendorfstraße 1 Lage | 1897                      | viergeschossiges Zeilenwohnhaus, gründerzeitlicher Klinkerbau, bezeichnet 1897, Architekt Oscar Kleffel | Fotos hochladen                |
| Wohnhaus                                           | Schenkendorfstraße 5 Lage | 1897                      | reich gegliedertles viergeschossiges Zeilenwohnhaus, teilweise basaltverkleidet, bezeichnet 1897, Architekt Otto Nebel | weitere Bilder Fotos hochladen |
| Wohnhaus                                           | Schenkendorfstraße 10/12 Lage | um 1892                   | viergeschossiges Zeilen-Doppelhaus, sandsteingegliederter Backsteinbau mit Mansarddach, um 1892 | Fotos hochladen                |
| Wohnhaus                                           | Schenkendorfstraße 11 Lage | um 1894                   | viergeschossiges Zeilenwohnhaus, gründerzeitlicher sandsteingegliederter Backsteinbau, um 1894, Architekt Jacob Dierdorf | Fotos hochladen                |
| Wohnhaus                                           | Schenkendorfstraße 13 Lage | 1890er Jahre              | viergeschossiges Zeilenwohnhaus, gründerzeitlicher sandsteingegliederter Backsteinbau, neuklassizistische Formen, 1890er Jahre, Architekt Jacob Dierdorf | Fotos hochladen                |
| Wohnhaus                                           | Schenkendorfstraße 14 Lage | 1894                      | anspruchsvolles viergeschossiges Zeilenwohnhaus, gründerzeitlicher hausteingegliederter Backsteinbau, 1894, Architekt Jacob Dierdorf; Ausstattung | Fotos hochladen                |
| Schenkendorfschule                                 | Schenkendorfstraße 15 Lage | 1890/91                   | großvolumiger viergeschossiger Ziegelbau mit Walmdach, Giebelrisalite, 1890/91, Architekt Friedrich Wilhelm Maeckler | Fotos hochladen                |
| Wohnhaus                                           | Schenkendorfstraße 16 Lage | 1883                      | viergeschossiges Zeilenwohnhaus, Klinkerbau mit Mansarddach, 1883, Architekt Peter Friedrich; Ausstattung | Fotos hochladen                |
| Wohnhaus                                           | Schenkendorfstraße 17 Lage | 1892/93                   | dreigeschossiges Wohnhaus, Ziegelbau mit Zwerchgiebel, 1892/93 | Fotos hochladen                |
| Wohnhaus                                           | Schenkendorfstraße 18 Lage | 1894                      | viergeschossiges Zeilenwohnhaus, gründerzeitlicher sandsteingegliederter Backsteinbau mit Mansarddach, bezeichnet 1894, Architekt A. Heins | Fotos hochladen                |
| Wohnhaus                                           | Schenkendorfstraße 19 Lage | 1892                      | dreigeschossiges Backsteinwohnhaus mit Zwerchgiebel, 1892 | Fotos hochladen                |
| Wohnhaus                                           | Schenkendorfstraße 20 Lage | 1893/94                   | dreigeschossiges Zeilenwohnhaus, sandsteingegliederte Backsteinfassade, 1893/94, Architekt Oscar Kleffel | Fotos hochladen                |
| Wohnhaus                                           | Schenkendorfstraße 21 Lage | 1892                      | dreigeschossiges Backsteinwohnhaus mit Zwerchgiebel, 1892 | Fotos hochladen                |
| Wohn- und Geschäftshaus                            | Schenkendorfstraße 22 Lage | 1895                      | viergeschossiges Zeilenwohn- und Geschäftshaus, Backsteinbau, neugotische Motive, 1895, Architekt August Leu | Fotos hochladen                |
| Wohnhaus                                           | Schenkendorfstraße 25 Lage | vor 1890                  | Rayon-Wohnhaus, dreigeschossiger Fachwerkbau, Zwerchgiebel mit Freigespärre, vor 1890 | Fotos hochladen                |
| Wohnhaus                                           | Schenkendorfstraße 27 Lage | 1906/07                   | dreigeschossiges Zeilenwohnhaus, Backsteinbau, teilweise verputzt bzw. fachwerkverblendet, Mansarddach, 1906/07 | Fotos hochladen                |
| Wohn- und Geschäftshaus                            | Schenkendorfstraße 35 Lage | 1902/03                   | viergeschossiges Zeilenwohn- und Geschäftshaus, Mansardwalmdachbau auf unregelmäßigem Grundriss, Eckbetonung durch Polygonerker, 1902/03, Architekten Gebrüder Roedig | Fotos hochladen                |
| Wohnhaus                                           | Schützenstraße 25/25a Lage | um 1904                   | viergeschossiges Zeilen-Doppelhaus, Backsteinbauten mit Putzgliederung, um 1904, Architekt Max Galke (?) | Fotos hochladen                |
| Wohnhaus                                           | Schützenstraße 30/32 Lage | 1904/05                   | viergeschossiges Zeilen-Doppelhaus, 1904/05, Architekt Ferdinand Eiden | Fotos hochladen                |
| Wohnhaus                                           | Schützenstraße 36/38 Lage | 1904                      | viergeschossiges Zeilen-Doppelhaus, reicher Jugendstildekor, 1904, Architekt Wilhelm Müller | Fotos hochladen                |
| Wohnhaus                                           | Schützenstraße 56 Lage | 1889                      | Rayon-Eckwohnhaus, dreigeschossiger Fachwerkbau mit Ziegelausfachung, 1889 | Fotos hochladen                |
| Kloster der Schwestern vom Heiligen Geist          | St.-Josef-Platz 1 Lage | 1900                      | Kinderbewahranstalt und Kleinkinderschule der Pfarrei St. Josef; neugotischer tuffgegliederter Klinkerbau mit betonter Ecke, bezeichnet 1900, Architekt A. Rudolph, 1911 geringfügiger Umbau, Architekt Peter Polcher | Fotos hochladen                |
| Pfarrhaus                                          | St.-Josef-Platz 1a Lage | 1908/09                   | Pfarrheim der St.-Josef-Kirche; anspruchsvoller neugotischer tuffverblendeter Klinkerbau, 1908/09, Architekt A. Rudolph; mit Ausstattung | Fotos hochladen                |
| Wohnhaus                                           | St.-Josef-Platz 2 Lage | 1902                      | viergeschossiges Zeilenwohnhaus mit Mansarddach, Neurokoko- und Jugendstilformen, 1902, Architekt Peter Schottler | Fotos hochladen                |
| Wohnhaus                                           | St.-Josef-Platz 6 Lage | 1902                      | viergeschossiges Zeilenwohnhaus mit Mansarddach, neugotische und Jugendstilformen, 1902, Architekt Flimsen, Zwerchhaus 1909, Architekten Gebrüder Roedig; mit Ausstattung | Fotos hochladen                |
| Wohnhaus                                           | St.-Josef-Platz 7 Lage | 1903                      | viergeschossiges Zeilenwohnhaus mit gekurvter Fassade, 1903, Architekt Johann Göbel; mit Ausstattung | Fotos hochladen                |
| Wohnhaus                                           | St.-Josef-Platz 10 Lage | 1903/04                   | viergeschossiges Zeilen-Doppelhaus mit Mansarddach, hausteingegliederte Putzbauten mit gekurvter Fassade, 1903/04, Architekten Waldorf & Heyer; mit Ausstattung | Fotos hochladen                |
| Wohn- und Geschäftshaus                            | St.-Josef-Platz 12 Lage | 1898                      | viergeschossiges Zeilenwohn- und Geschäftshaus mit Mansarddach, Klinkerbau, 1898, Architekten Gebrüder Friedhofen | Fotos hochladen                |
| Wohn- und Geschäftshaus                            | St.-Josef-Platz 14, Schenkendorfstraße 12b Lage | 1893                      | viergeschossiges Eckwohn- und Geschäftshaus mit Mansarddach, Gelbklinkerbau mit betonter Ecke, 1893, Architekten Jacob Dierdorf | Fotos hochladen                |
| Wohnhaus                                           | St.-Josef-Straße 14 Lage | 1903/04                   | viergeschossiges späthistoristisches Zeilenwohnhaus, 1903/04, Architekt Michael Rath; Ausstattung | Fotos hochladen                |
| Katholische Pfarrkirche St. Josef                  | St.-Josef-Straße 15 Lage | 1895–98                   | qualitätvolle neugotische Basilika, tuffquaderverblendeter Ziegelbau, 1893 bzw. 1895–98, Architekt Joseph Kleesattel, Düsseldorf; mit Ausstattung | weitere Bilder Fotos hochladen |
| Wohnhaus                                           | St.-Josef-Straße 16 Lage | 1903                      | viergeschossiges Zeilenwohnhaus, durch verschiedene Techniken und Materialien reich dekorierte Fassade, 1903, Architekt Ludwig Schweitzer | Fotos hochladen                |
| Wohnhaus                                           | St.-Josef-Straße 22 Lage | 1898                      | viergeschossiges Zeilenwohnhaus, anspruchsvoll gegliederter gründerzeitlicher Ziegelbau, teilweise verputzt, 1898, Architekt Joseph Holler | Fotos hochladen                |
| Wohn- und Geschäftshaus                            | St.-Josef-Straße 23 Lage | 1897                      | viergeschossiges Zeilenwohn- und Geschäftshaus, spätgründerzeitlicher Klinkerbau, teilweise verputzt, Mansarddach, 1897, Architekten Gebrüder Roedig | Fotos hochladen                |
| Wohnhaus                                           | St.-Josef-Straße 24 Lage | 1903                      | viergeschossiges gründerzeitliches Zeilenwohnhaus, hausteingegliederter Klinkerbau, bezeichnet 1903, Architekten Höfer & Reif | Fotos hochladen                |
| Wohnhaus                                           | St.-Josef-Straße 26 Lage | 1897                      | viergeschossiges gründerzeitliches Zeilenwohnhaus, hausteingegliederter Backsteinbau, bezeichnet 1897, Architekt Nicolaus Eiden | Fotos hochladen                |
| Wohn- und Geschäftshaus                            | St.-Josef-Straße 34 Lage | 1904                      | viergeschossiges Zeilenwohn- und Geschäftshaus, jugendstilig variierte neubarocke Formen, 1904, Architekten Schäfer & Kleuter | Fotos hochladen                |
| Wohnhaus                                           | St.-Josef-Straße 36 Lage | 1904                      | viergeschossiges Jugendstil-Zeilenwohnhaus, 1904, Architekten Peter Polcher | Fotos hochladen                |
| Wohnhaus                                           | St.-Josef-Straße 42 Lage | 1907                      | viergeschossiges Jugendstil-Zeilenwohnhaus, 1907, Architekten Nicolaus Eiden | Fotos hochladen                |
| Bürohaus der Deutschen-Beamten-Krankenversicherung | Südallee 11, 17, 19 Lage | 1926                      | Bürohaus der Deutschen-Beamten-Krankenversicherung (DEBEKA); viergeschossiger tuffplattenverkleidete, reich durchfensterter Monumentalbau, 1926, Architekten Huch & Grefges, Erweiterung durch Huch & Grefges 1934; straßenbildprägend | Fotos hochladen                |
| Erweiterungsbau des Hilda-Gymnasiums               | Südallee 39 Lage | ab 1923                   | dreigeschossiger tuffgegliederter Monumentalbau mit Mansardwalmdach, 1923 ff., Architekt Regierungsbaumeister Wilhelm Dohmen; Wandbrunnen mit Putten, 1925 | Fotos hochladen                |
| Verwaltungsgebäude                                 | Südallee 44 Lage | 1941                      | Verwaltungsbau der Reichsbahndirektion, 1941; langgestreckter Baukörper mit tuffsteinverkleideter Rasterfassade | Fotos hochladen                |
| Wohnblock                                          | Südallee 46, 48, 50, Markenbildchenweg 22 Lage | 1949–150                  | ausgedehnter Wohnkomplex, unter Satteldach zusammengefasster viergeschossiger Häuserblock, 1949/50, Entwurf Sonderbauamt Koblenz für die französische Militärverwaltung; straßenbildprägend; Gesamtanlage | Fotos hochladen                |
| Wohnhaus                                           | Von-Werth-Straße 1 Lage | um 1904                   | dreigeschossiges Zeilenwohnhaus, Jugendstildekor, um 1904 | Fotos hochladen                |